# Peinture à l'huile sur pierre
La peinture à l'huile sur pierre est un procédé de peinture qui se distingue par le support choisi.

## Histoire
Anne-Laure Collomb rappelle que la peinture à l’huile sur pierre apparaît vers 1530 dans le contexte de la dispute (dite Paragone – ou Parallèle des arts) relancée par les travaux et traductions du philosophe Marsile Ficin sur Platon et à laquelle participent notamment Benedetto Varchi, Léonard de Vinci (Trattato della pittura, Benvenuto Cellini, Jacopo Pontormo et Giorgio Vasari.
La sculpture est présentée par certains comme un art imitant mieux la nature, et plus durable ; d'autres maintiennent que la durabilité de la peinture est fonction du support utilisé (il doit résister, notamment, à l’humidité et au feu), ce qui justifie le recours à la pierre. Il faut garder à l’esprit que si la peinture à l'huile était un apport du XVe siècle, la peinture à l'huile sur toile montée sur châssis ne s'est diffusée que dans le courant du XVIe siècle, et que sa mise au point technique a fait l’objet de beaucoup de tâtonnements, et cela à une époque où d’autres expérimentations avaient lieu (développement de la marqueterie en pierres dures ou commesso et fondation de l’Opificio delle pietre dure (1588) ; verre millefiori à Murano ; peinture sur cuivre, etc.).
Vasari rapporte que Giovanni della Casa demanda à Daniele da Volterra, peintre et sculpteur, de « réaliser avec toute la diligence possible un modello en terre bien abouti représentant David, et il lui fit ensuite peindre ou plutôt représenter le même David sur les deux faces d'un tableau, à savoir l'avant et l'arrière, tableau qui est très beau... ». Cette œuvre représentant David et Goliath sur une grande ardoise est ainsi assurée de traverser les siècles, et autorise plusieurs points de vue. La peinture présente donc tous les avantages accordés par ses défenseurs à la sculpture. La suite prouva que ces peintures étaient en réalité fragiles.
Les supports utilisés sont très variés : l'ardoise (lavagna, venue de Ligurie, qui peut atteindre de grandes dimensions et être ainsi utilisée pour des retables), le lapis-lazuli et le marbre (de Carrare souvent), sont fréquents. Autres supports : paésina, albâtre, pierre de touche (pierres noires de différentes nature), jaspe, et pierres précieuses : améthyste, agate (dont onyx), émeraude…
Les principaux centres de production sont Florence, Rome et la Vénétie, les artistes italiens étant rejoints par les visiteurs étrangers, de France et des Pays-Bas en particulier. Après la recherche de durabilité apparurent d'autres priorités : considérations esthétiques (scènes nocturnes, clair obscur) puis, à la fin du siècle, goût pour les objets mêlant les créations merveilleuses qu'offre la nature dans les pierres imagées aux trouvailles ingénieuses des peintres. Ces objets trouvent place dans les cabinets de curiosité, au côté des chefs-d’œuvre de la glyptique alors en vogue. L’influence de la Contre-Réforme est également palpable à partir de la seconde moitié du XVIe siècle.
Antonio Tempesta, l’un des initiateurs et des grands maîtres de la peinture sur pierre, travailla sur un grand nombre de supports : La Résurrection du Christ et les trois Marie au tombeau de Jésus, vers 1600, tempera sur pierre dendritique (pietra arboraria) ; Joseph expliquant son rêve à ses frères, sur albâtre, vers 1600, Musée des Beaux-Arts, Boston; La Pêche des perles aux Indes, sur lapis-lazuli, vers 1610, offerte par Pietro Strozzi à Cosme II en 1618 (Louvre) ; Josué traversant le Jourdain, sur marbre (présenté au TEFAF, Maastricht, en 2013) ; Vue du château Saint-Ange, sur pierre paysagère, Musée du Vatican.
Il convient de mentionner le Romain Filippo Napoletano qui pratiqua l’huile sur pierre paysagère ou pietra del'Arno dans plusieurs scènes maritimes : Bataille navale (1620, Musée de l’Opificio delle pietre dure, Florence) ou dans Roger libérant Angélique, Istituto di Studi Etruschi, Florence.

## Peintres de la technique
L’un des grands maîtres les plus célèbres est Sebastiano del Piombo : Flagellation (retable, huile sur mur, église de San Pietro in Montorio) ; Christ portant la Croix (pierre, 1531 ou après, Musée des Beaux-Arts, Budapest) ; Portrait de Clément VII (ardoise, vers 1531), J. Paul Getty Museum, Los Angeles et autre exemplaire à Naples, Museo di Capodimonte ; Nativité de la Vierge, retable sur pépérin (pierre de lave), Santa Maria del Popolo, Rome (commencée en 1532, achevée par Salviati).
Giulio Cesare Procaccini et Giovanni Battista Crespi collaborèrent pour peindre le maître-autel de Santa Maria della Passione à Milan sur onyx.
À leur suite viennent des artistes comme Francesco Salviati, l’Adoration des bergers, sur pépérin, vers 1548–50, Palais de la Chancellerie, cappella del Pallio, Rome; Federico Zuccaro, à Venise : L'Adoration des rois mages, retable, huile sur marbre, chapelle Grimani, San Francesco della Vigna, 1564 ; et à Rome, une très vaste composition : Vierge à l’Enfant avec saint Jean-Baptiste, saint Matthieu et saint Laurent, huile sur ardoise, Église San Lorenzo in Damaso ; Titien peint pour Charles Quint en 1548 un Ecce Homo sur ardoise (Prado) et une Vierge de douleur, huile sur marbre (1553 ou 1554, Prado) ; Giorgio Vasari, Persée délivrant Andromède, huile sur ardoise, Florence, 1570-72, Studiolo de François Ier, Palazzo Vecchio. De Jacopo Bassano, il faut citer Le Calvaire, vers 1575, huile sur ardoise, et Crucifixion, sur pierre de touche, tous deux au Musée national d'art de Catalogne ;  L'Adoration des bergers, 1565 sur marbre rouge de Vérone, Université Loyola, Chicago ; L'Adoration des Mages sur jaspe, Kimbell Art Museum ; on mentionnera également Marcello Venusti qu’on peut admirer à l’Église Santa Caterina dei Funari, à Rome.
L’art de la peinture sur pierre rayonna en Europe : certaines œuvres sur pierre de Luca Penni, de la première École de Fontainebleau, furent très tôt emportées (ou créées ?) en France, La Prédication de saint Jean-Baptiste pour l’église Saint-André-des-Arts, Paris (détruite ?) ; l’autre, La Mise au tombeau (ardoise, 1540), fut déposée à la cathédrale d’Auxerre. D’autres œuvres furent commandées par Charles Quint, par des dignitaires espagnols, y compris Philippe II (qui s’adressa aux Bassano, père et fils). Une Sainte Catherine sur lapis-lazuli de Stella passa en Angleterre en 1635. Rodolphe II fut un grand collectionneur. Les peintures sur pierre servirent souvent de don diplomatique : le pape Urbain VIII donna à Ruy Gòmez, ambassadeur du roi d'Espagne, une Assomption sur agate de Stella, 1624, aujourd'hui au Colegiata de l'Asuncion, Pastraña (Espagne).
À la fin du siècle, Jacopo Ligozzi réalisa plusieurs peintures d’histoire sur ardoise, sur l’un des murs du Salon des Cinq-Cents, (Palazzo Vecchio, Florence), entre 1591 et 1598: Pie V couronne Cosme Ier Médicis grand-duc de Toscane ; Boniface VIII reçoit les douze ambassadeurs florentins représentants des puissances d’Europe et d’Asie ; on lui doit également un Dante et Virgile visitant les enfers (1620) sur pierre paysagère, musée de l'Opificio delle Pietre Dure, Florence. Mentionnons encore une œuvre de Lodovico Cigoli, sur améthyste, La Cène.
Plusieurs grandes œuvres sur ardoise furent réalisées dans la première décennie du XVIIe siècle pour Saint-Pierre de Rome par Tommaso Laureti, Lodovico Cigoli, Cristofano Roncalli, Domenico Cresti et Francesco Vanni (détruites). On connaît encore par la suite des exemples de peintures d’autel sur pierre de touche, jusqu’au XVIIIe siècle, mais ce sont surtout les petits formats qui sont pratiqués à partir du XVIIe siècle, par exemple à Vérone, avec Pasquale Ottini et son élève Alessandro Turchi (Alessandro Turchi, Sainte Agathe avec saint Pierre et un ange, 1640-45, ardoise, Walters Art Museum, Baltimore) ou Paolo Farinati.
Parmi les artistes étrangers, il faut mentionner le français Jacques Stella qui apprit la peinture sur pierre à Florence et peignit sur des supports très divers : Baptême du Christ (onyx) ; Triomphe de Louis XIII sur les ennemis de la religion (lapis-lazuli, Château de Versailles) ; Sémiramis appelée au combat (1637), huile sur ardoise, Musée des beaux-arts de Lyon, où on peut voir d’autres œuvres de Stella, sur pierre ou sur toile ; Jésus-Christ ressuscité apparaissant à la Vierge, vers 1640, sur albâtre, Louvre ; L’Annonciation, sur lapis-lazuli, 1631, Museo Civici, Pavie ; Le Songe de Jacob, sur onyx, Los Angeles Country Museum of Arts ; Vierge à l’Enfant avec saint Jean Baptiste, sur marbre, Palais Pitti, Florence.
Pierre Paul Rubens, a peint trois retables dont la Madonna della Vallicella pour l’église de Santa Maria in Vallicella, Rome, 1608. Hollandais également, Leonard Bramer laisse Contadini presso un fuoco (« Paysans près d’un feu »), sur ardoise, 1626.
Plusieurs peintres flamands ont peint sur pierre, dont Hendrick van Balen.
L’Espagnol Bartolomé Esteban Murillo a peint trois œuvres, Le Christ à la colonne avec saint Pierre et Le Christ au jardin des Oliviers (qui sont au Louvre) et Nativité, Musée des beaux-arts de Houston.